# 瀬川村 (福島県)
瀬川村（せがわむら）は福島県田村郡にかつて存在した村である。

## 地理
現在の田村市の北西部、旧船引町の北部に位置する。
村域は阿武隈高地に位置し、山がちな地形である。

## 歴史

### 村域の変遷
- 1889年（明治22年）4月1日 - 町村制施行により、石沢村・新舘村・門鹿村・大倉村が合併し田村郡瀬川村が発足。
- 1955年（昭和30年）4月1日 - 船引町・文珠村・美山村・移村・芦沢村と七郷村の一部（堀越・遠山沢・永谷・椚山・門沢）と合併し船引町が発足。瀬川村は消滅。

変遷表
| 1868年 以前 | 1868年 以前 | 明治22年 4月1日 | 昭和30年 4月1日 | 平成17年 3月1日 | 現在   |
| ----------- | ----------- | --------------- | --------------- | --------------- | ------ |
|             | 石沢村      | 瀬川村          | 船引町          | 田村市          | 田村市 |
|             | 新舘村      | 瀬川村          | 船引町          | 田村市          | 田村市 |
|             | 門鹿村      | 瀬川村          | 船引町          | 田村市          | 田村市 |
|             | 大倉村      | 瀬川村          | 船引町          | 田村市          | 田村市 |

## 大字
- 石沢（いしざわ）
- 新舘（にいだて）
- 門鹿（かどしか）
- 大倉（おおくら）

## 人口・世帯

### 人口
総数 [単位： 人]
| 1889年（明治22年） | 2,133 |
| 1920年（大正 9年） | 2,705 |
| 1935年（昭和10年） | 2,817 |
| 1947年（昭和22年） | 3,487 |

### 世帯
総数 [単位： 世帯]
| 1920年（大正 9年） | 514 |
| 1935年（昭和10年） | 525 |
| 1947年（昭和22年） | 637 |